# Аретафила Киренская
Аретафила Киренская (Aretaphila of Cyrene, примерно 50 год до н. э.) — киренская аристократка, которая свергла тирана Никократа.

## Биография
Подвиг Аретафилы описан Плутархом в его сочинениях.
Она родилась в Крене, Греции, в аристократической семье. Была дочерью Эглатора и женой Фемидуса. Она была красива, разумна и не лишена политической мудрости. Никократ, захвативший власть, убил многих граждан Кирены, в том числе мужа Аретафилы, а саму Артефилу насильно взял в жены. Солдаты Никократа грабили город, разрушали дома жителей и убивали людей. Желая освободить своих людей Аретафила вступила в сговор с целью отравить тирана. Однако мать Никакрата подозревала об этом. Она убедила сына пытать Аретафилу и их план провалился.
Тогда Аретафила смогла убедить брата Никократа, Лиандера, убить тирана и занять его место. К сожалению, брат Никократа оказался точно таким же тираном и Аретафиле пришлось разрабатывать новый план освобождения людей. Она постоянно убеждала Лиандера, что он не может доверять своим подчиненным. Она подстрекала ливийского принца, Анабуса, к нападению на Ландера, обещая взамен щедрые дары. В итоге тот захватил в плен Лиандера. Согласно Плутарху, Лиандер был зашит в мешок и брошен в море, что положило конец тирании.
В благодарность за её поступок, Аретафире предложили место в новом правительстве, но она от него отказалась. Она была награждена за свои действия и, как пишет Плутарх, удалилась в свой дом, где провела остаток жизни в тишине и окруженная своим друзьями.